# Лінійні крейсери типу «Конґо»
«Конґо» (яп. 金剛) - клас лінійних крейсерів японського імператорського флоту. Всього побудовано 4 одиниці - «Конґо» , «Хіей», «Кірішіма», «Харуна». Брали активну участь в бойових діях Другої світової війни.

## Історія створення

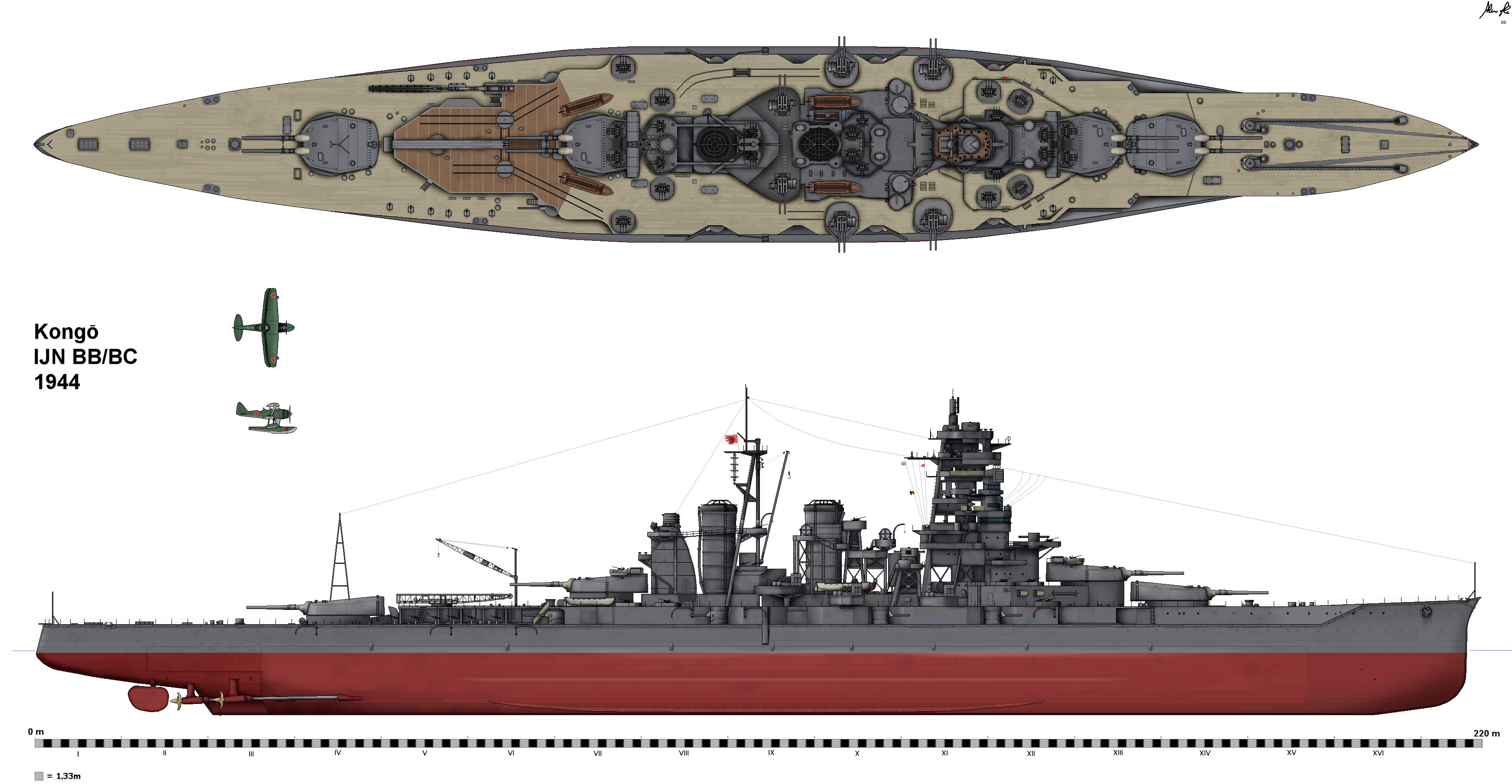
Лінійний крейсер «Конґо». 1944 р. Схема.

Проєктування перших лінійних крейсерів в Японії розпочалось ще в 1908 році. Всі роботи велися силами Морського технічного департаменту, а орієнтиром для розробників слугували офіційно оголошені характеристики першого британського лінійного крейсера класу «Інвінсібл» (Invincible). Відповідно до цього корабель повинен був мати водотоннажність 18 650 тонн, швидкість 25 вузлів і головний калібр з чотирьох 305-мм і восьми 254-мм гармат. Після того, як стали відомі справжні характеристики британського корабля, проєкт був змінений. Тепер майбутній «Конґо» повинен був мати водотоннажність 18750 тонн, швидкість 26,5 вузлів і однорідний головний калібр з десяти 305-мм гармат. Перший корабель серії передбачалося закласти в 1911 році. Тим часом, британці не зупинялися на досягнутому і заклали лінійний крейсер класу «Лайон» (Lion) в порівнянні з яким всі проєкти японців виглядали дуже слабкими.
У ситуації, що склалася, японський флот звернувся до британської фірми «Віккерс» з проханням про розробку проекту за умови побудови головного корабля на британських корабельнях. Проект був розроблений під керівництвом британського кораблебудівника Джорджа Терстона (Georges Thurston), який створив проект близький до новітнього британського лінійного крейсера «Тайґер» (Tiger). Незабаром після закладки головного «Конґо» між Японією та «Віккерсом» був укладений контракт, що передбачав передачу основних технологій. Протягом 1911-1912 років на японських корабельнях було закладено ще три кораблі класу «Конґо».
Як наслідок, Японія отримала лінійні крейсери, що вважалися навіть більш потужними, ніж новітні британські, що викликало невеликий скандал в англійській пресі.

## Конструкція

### Корпус
Корпус «Конґо», в основному, повторював корпус «Лайона», але мав так званий "кліперний" форштевень. Більшим, ніж на британських кораблях, був і розвал бортів, що було зроблено для кращої морехідності корабля. Підводну частину форштевня «Конґо» зробили прямою на відміну від бульбоподібної на «Лайоні». Це зменшило довжину японського крейсера майже на 1,5 метра при на 1,65 метра більшій ширині, ніж у «Лайона».

### Бронювання
Лінійні крейсери класу "Конґо" розроблялись з метою досягти максимальної швидкості та маневренності, у зв'язку з чим вони отримали недостатнє бронювання, ніж більш пізні японські лінкори. Тим не менш, клас "Конґо" мав значну товщину бронювання, що модернізувалось. В проєктній конфігурації кораблі цього класу мали верхній бронепояс товщиною 152 мм і нижній пояс товщиною 203 мм. Бронювання бойової рубки доходило до 360 мм, в той час, як башти гармат головного калібру мали доволі посереднє бронювання до 229 мм в лової частині. Бронювання палуби коливалось в межах від 38 до 75 мм.

### Силова установка
Головна силова установка лінійних крейсерів класу "Конґо" складалася з двох комплектів турбін Парсонса (на «Харуні» - Браун-Кертіс) загальною потужністю 64 000 л. с. з прямим приводом на чотири трилопатевих гвинти. У кожен комплект входили турбіни високого тиску з приводом на зовнішні вали і об'єднані між собою турбіни низького тиску переднього і заднього ходу, що обертали внутрішні вали. Розташування котелень і машинних відділень порівняно з «Лайоном» змінилося - чотири котелльних відсіки були згруповані в середній частині корпусу; поздовжня перегородка в діаметральній площині ділила їх на вісім котелень відділень. Пар для турбін виробляли 36 котлів Ярроу з трубками великого діаметру змішаного опалення.  Проектована максимальна швидкість кораблів повинна була складати 27,5 вузлів  (50,9 км/год), однак на ходових випробуваннях всі кораблі класу змогли перевершити дану швидкість. "Конго" і "Хіей" розвинули швидкість в 27,54 вузли (51 км/год) і 27,72 вузли (51,34 км/год) відповідно. Найбільший запас палива складав 4200 тонн вугілля і 1000 тонн мазуту, що дозволяло мати дальність плавання в 8000 миль при швидкості ходу в 14 вузлів.

### Озброєння

#### Головний калібр
Основним озброєнням лінійних крейсерів класу "Конґо" слугували 8 артилерійських гармат калібру 356 мм з довжиною ствола 45 калібрів, установлених попарно в 4 броньованих башти. Кути вертикального наведення гармат складали від -5 до +20 градусів, за виключенням головного корабля класу, чиї башти дозволяли підняти гармати на 25 градусів. В процесі декількох модернізацій кути вертикального наведення гармат на кораблях класу були доведені спочатку до 33 а потім до 43 градусів, що дозволило вести вогонь цими гарматами на відстань 35 450 метрів. Особливістю гармат лінійних крейсерів класу "Конґо" було те, що здійснювати їхнє заряджання можна було здійснювати під будь-яким кутом наведення. Темп стрільби гармат складав близько 2 пострілів за хвилину.
На початок Другої світової війни гармати використовували бронебійні снаряди з дистанційним детонатором Тип 91. Кожен снаряд мав масу 673,5 кг і початкову швидкість в 775 м/с. Також в наявності були осколково-фугасні снаряди масою 625 кг з початковою швидкістю 805 м/с. В 1930 році з'явився додатковий тип снарядів - шрапнельний Тип 3 Sankaidan.

#### Допоміжна та зенітна артилерія
Окрім гармат головного калібру, лінійні крейсери класу "Конґо" оснащались допоміжним обзброєнням. Шістнадцять 152-мм/50 гармат були змонтовані в окремих казематах по бокам корпусу на верхній палубі. З кожної сторони встановлювалось по 8 гармат з сектором обстрілу 130 градусів і максимальним кутом вертикального наведення в 15 градусів. Кожна гармата стріляла 45,36-кг фугасними снарядами з інтенсивністю 4-6 пострілів за хвилину на відстань до 21 000 м.
На кораблі також увстановлювались чотири 76-мм зенітних гармати з кутами наведення до 75 градусів, що стріляли 6-кг снарядами з початковою швидкістю 680 м/с на максимальну висоту 7500 м. Окрім цього, крейсери оснащувались торпедними апаратами калібру 533 мм, що знаходились в підводній частині корпусу, по 4 з кожного борту.
Після модернізації 1930-х рр. всі 76-мм гармати були замінені на спарені 127-мм/40 універсальні гармати Тип 89. Ці установки могли вести весто вогонь на відстань до 14 700 м по назвемним цілям та при стільбі під кутом 90 градусів на максимальну висоту 9440 м. Темп стрільби цих гармат складав 14 пострілів за хвилину.

## Модернізації
При модернізації з метою забезпечення поліпшеного підводного захисту в районі артилерійських льохів і машинних відділень уздовж бортів - всередині або прямо поверх обшивки корпусу навішувати від трьох до чотирьох шарів 25,4-мм плит з високоміцної сталі «НТ» (High Tensile steel). Борти «Конґо» були обладнані протиторпедними булями з метою збільшення живучості, а також створення додаткового запасу плавучості. Всередині булі заповнювалися сталевими трубами, призначеними для погашення енергії підводного вибуху. В районі котельних відділень встановлювалася підводний захист з поздовжніх перегородок товщиною 76 мм - даний захист був здатний протистояти вибуху 200-кг заряду.
Незважаючи на те, що захист кораблів і модернізувався з метою протистояти влучанням 356-мм снарядів на дистанціях від 20 000 до 25 000 метрів, слід визнати, що таке бронювання виявилося явно недостатнім. Особливо це стосувалося вертикального бронювання, яке було слабким місцем класу «Конґо», оскільки воно було піддане найменшим переробкам з моменту введення кораблів в експлуатацію.  У підсумку, японці зробили дуже неприємний для себе висновок: бронювання «Конґо» може бути пробитим снарядами американських лінкорів практично з будь-якої дистанції.
Зазнали змін і силові установки корабів. Після першої реконструкції замість 36 старих парових котлів змішаного опалення було встановлено 10 (на "Харуні" - 16) котлів зі збільшеним виробництвом пари, при чому, частина з них були змішаного, а частина - нафтового опалення. Зменшення числа парових котлів дало змогу ліквідувати косове котельне відділення та демонтувати дону димову трубу. Змінився і запас палива: ємність нафтових танкерів збільшилась з 100 до 3229 т, а вугільних зменшилась з 4200 до 2661 т. Дальність плавання виросла до 9500 миль при видкості в 14 вузлів.
Після другої реконструкції в 1930-х роках усі котли були замінені на 11 мазутних. Ці модернізовані котли додали значного приросту потужності силовим установкам кораблів і дали змогу їм розвивати швидкість в понад 30,5 вузлів (56,6 км/год).
Зміни токнулись і озброєння. Протягом двох модернізацій було демонтовано частину 152-мм гармат, 76-мм зенітні гармати були замінені 127-мм універсальними гарматами. Після другої реконструкції кораблі оснащувались також від 4 до 8 13,2-мм кулеметами, які згодом були замінені на 25-мм автоматичні зенітні гармати Тип 96. Обидві зброї були ліцензовані французькою фірмою "Hotchkiss", кількість яких на кораблях класу була доведена до понад сотні одиниць на "Конґо" та "Харуні". 25-мм гармати встановлювались в одноопорних, двохопорних та трьохпопрних установках.
Після проведення декількох модернізацій, внаслідок збільшення водотоннажності, бронювання, швидкості  та маневренності, усі кораблі класу "Конґо" були перекласифіковані із лінійних крейсерів у "швидкохідні лінкори".

## Представники
| Назва               | Місце спорудження                     | Закладка         | Спуск на воду     | Введення в експлуатацію | доля |
| ------------------- | ------------------------------------- | ---------------- | ----------------- | ----------------------- | --- |
| Конґо (яп. 金剛)    | Корабельня Vickers, Барроу-ін-Фернесс | 17 січня 1911    | 18 травня 1912    | 16 серпня 1913          | Потоплений в Східно-Китайському морі 21 листопада 1944 року підводним човном USS Sealion (SS-315)                    |
| Хіей (яп. 比叡)     | Арсенал флоту, Йокосука               | 4 листопада 1911 | 21 листопада 1912 | 4 серпня 1914           | Потоплений 13 листопада 1942 року під час Морського бою за Гуадалканал.                                              |
| Кірішіма (яп. 霧島) | Корабельня "Міцубіші", Наґасакі       | 17 березня 1912  | 1 грудня 1913     | 19 квітня 1915          | Потоплений 15 листопада 1942 року під час Морського бою за Гуадалканал.                                              |
| Харуна (яп. 榛名)   | Корабельня "Кавасакі", Кобе           | 16 березня 1912  | 14 грудня 1913    | 19 квітня 1915          | Потоплений авіацією в ході бомбардування Куре 26 липня 1945 року; піднятий з дна і відправлений на злам в 1946 році. |

## Історія служби
«Конґо» 

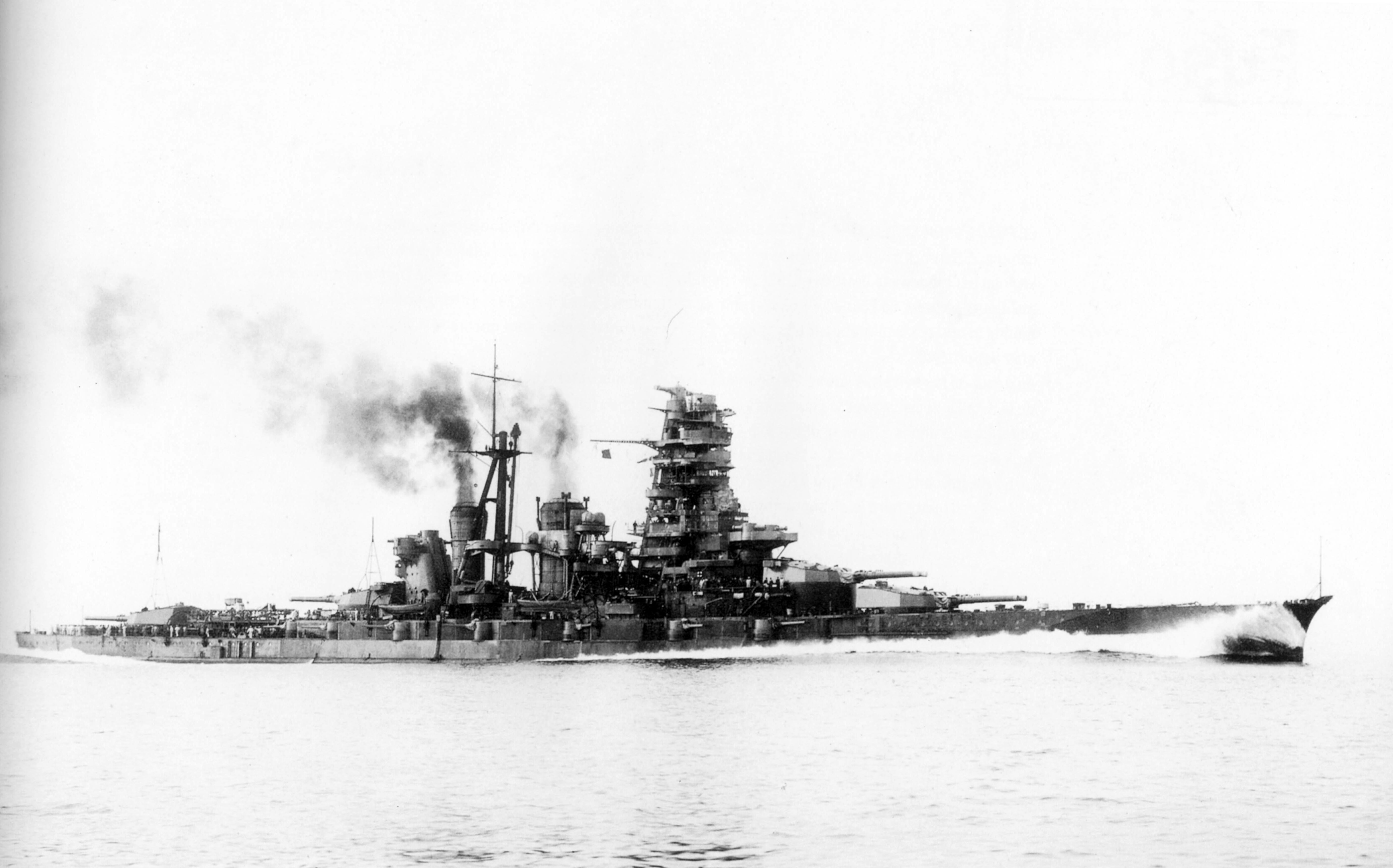
"Конґо" під час ходових випробувань після другої модернізації. 1936 р.

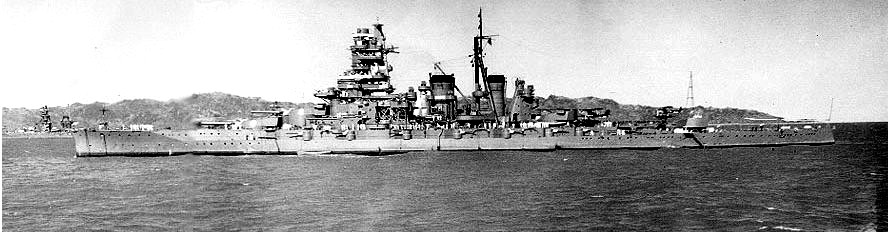
«Кірішіма» біля берегів Китаю. 1938 р

Після введення в експлуатацію входив до складу Другого флоту. У 1929-1931 роках пройшов першу модернізацію, в ході якої було посилено горизонтальне бронювання, покращено озброєння і встановлені нові котли. Корабель став офіційно іменуватися лінкором. У 1936-37 роках пройшов другу модернізацію, що включала заміну силової установки і оснащення 127-мм зенітними гарматами. У 1939-1940 роках брав участь у війні з Китаєм.
На початку Другої світової війни здійснював прикриття японських десантних сил в Південно-Китайському морі, разом зі іще одним кораблем свого класу, "Харуною" взяв участь у затопленні британського лінкора "Принц Уельський" (Prince of Wales) та лінійного крейсера "Ріпалс" (Repulse). З лютого 1942 року входив до складу ударного авіаносного з'єднання віце-адмірала Наґумо. 1 березня 1942 року спільно з важким крейсером «Чікума» потопив американський есмінець «Едсолл» (Edsall). Затоплений в Східно-Китайському морі 21 листопада 1944 року підводним човном "Sealion", за 60 миль на північ від острова Тайвань.
«Хіей» 

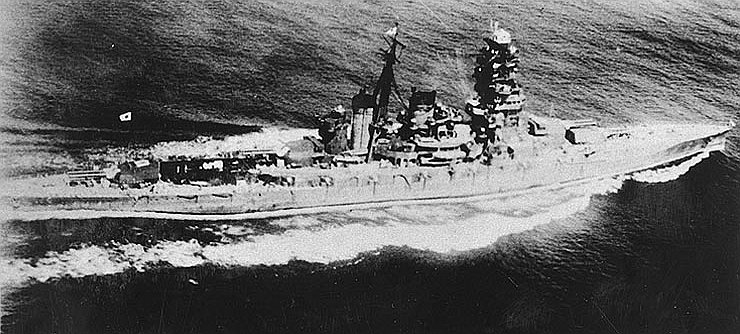
Лінкор «Хіей», липень 1942 р

Згідно з обмеженнями Вашингтонського морського угоди в 1929 р перетворений в навчальний артилерійський корабель (зняття частини котлів, броні, озброєння), але зі збереженням можливості повернення в стрій, яка була використана в 1937 р Загинув під час битви за Гуадалканал 13 листопада 1942 року.
«Кірішіма» 
Після введення в експлуатацію входив до складу Другого флоту. У 1927-30 і 1935-36 роках пройшов дві модернізації аналогічні «Конґо». Входив до складу ударного авіаносного з'єднання при нападі на Перл-Гарбор. У січні-лютому 1942 року входив до складу прикриття авіаносців в ході операцій в південних морях. У березні-квітні 1942 року брав участь в рейді в Індійський океан. З серпня 1942 року діяв в районі Гуадалканала. У нічному бою 13 листопада 1942 року пошкодив американські важкі крейсера «Портленд» (Portland) і «Сан-Франциско» (San Francisco), але сам майже не постраждав. У ніч на 14 листопада 1942 року, в ході чергового рейду до Гвадалканалу, «Кірішіма», колишній флагманом японського (сили прикриття конвою, який доставляв до місця висадки великі сухопутні з'єднання японців) з'єднання вступив в артилерійську дуель з американськими лінкорами « Південна Дакота » (South Dakota) і «Вашингтон», перегородивши величезним корпусом вузьку протоку, таким чином зосередивши на собі основний вогонь. «Кірішіма» завдав «Південній Дакоті» пошкоджень, але сам був важко пошкоджений вогнем лінкора «Вашингтон» (Washington), який підійшов непоміченим на близьку дистанцію (3 милі). У «Кірішіму» потрапило 9 406-мм і близько 40 127-мм снарядів, корабель втратив керування, були зруйновані дві вежі головного калібру, почалися сильні пожежі. Зранку 15 листопада 1942 командир наказав залишити корабель, який затонув в 5 милях від острова Саво. Загинуло 1125 осіб, врятувалося близько 300, проте своє завдання корабель виконав: конвой безперешкодно дійшов до місця призначення. «Південна Дакота» після цього бою вибув з ладу на 14 місяців, «Вашингтон» - на 1,5 місяці.
«Харуна» 

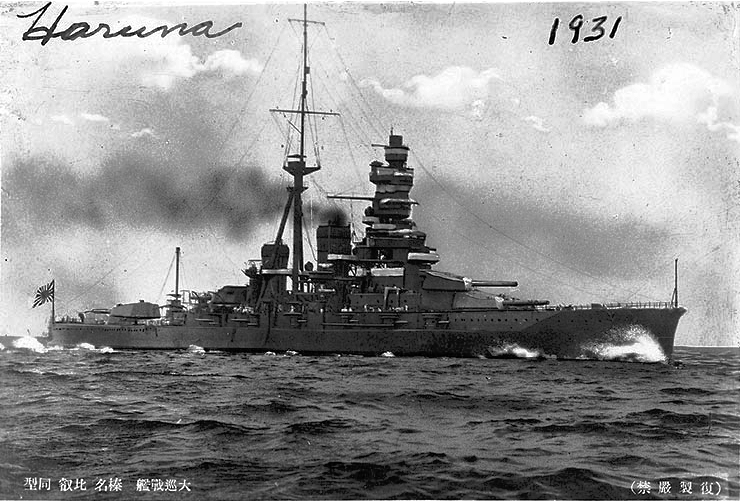
Лінійний крейсер «Харуна», 1931 р

У грудні 1941 року «Харуна» разом з "Конґо"  входив до складу сил далекого прикриття висадки японських військ в Малайї і на Філіппінах, а потім брав участь майже у всіх головних битвах Тихоокеанської кампанії. У липні 1945 року лінкор був потоплений американською авіацією в гавані військово-морської бази в Куре. У 1946 році «Харуну» було піднято і розібрано на метал.

## Оцінка проєкту
Оцінка проєкту «Конґо» не може бути відділена від оцінки лінійних крейсерів як класу, так як ці кораблі були побудовані в рамках класичної концепції адмірала Фішера. Згідно з ідеями Фішера, лінійні крейсери повинні були виконувати функції збройної розвідки, підтримувати легкі кораблі і виступати в ролі авангарду головних сил флоту . Аж до 1916 року японські адмірали могли з гордістю дивитися на свої лінійні крейсера, що вважалися найкращими в світі. Результати Ютландского бою, де лінійні крейсери використовувалися в повному протиріччі з цією концепцією і зазнали важких втрат, поставили хрест на подальшому розвитку класу. Ті малочисленні лінійні крейсери, що залишились у флотах морських держав, зазнавали численних модернізацій, спрямованих насамперед на усунення їх головного недоліку - слабкого бронювання. Не уникли цього і кораблі класу «Конґо». Дворазова модернізація підвищила їх бойові якості, але вертикальне бронювання залишалося занадто слабким, щоб дати серйозні шанси в бою з лінкорами, що і підтвердилося в єдиному зіткненні кораблів цього класу з лінійними кораблями американського флоту, коли «Кірішіма» був потоплений вогнем лінкора «Вашингтон».
Японське командування цілком усвідомлювало слабкість кораблів класу "Конґо" і використовувало їх в якості витратного матеріалу. Фактично саме ці кораблі аж до 1944 року були єдиною дійсно активною частиною лінійних сил імператорського флоту. Слід визнати, що до появи на Тихому океані сучасних американських лінкорів вони цілком справлялися зі своїми завданнями, головною з яких було прикриття швидкохідних авіаносців. Загибель «Хіей» пояснювалася вкрай несприятливою тактичною обстановкою, але не недоліками самого корабля. Проте, на другому етапі війни японське командування воліло тримати вцілілі лінійні кораблі подалі від можливого зіткнення з американськими лінкорами і проявили вони себе не дуже яскраво, так само, як набагато сильніші лінкори японського імператорського флоту.
Можна зробити висновок, що явні недоліки класу «Конґо» привели до парадоксальної ситуації. Найслабші capital ships японського флоту здійснили куди яскравішу кар'єру, ніж лінкори, що майже всю війну простояли в резерві. Як не дивно, але за критерієм вартість/ефективність лінійні крейсери класу "Конґо" виявилися найкориснішими з великих артилерійських кораблів Японії.